# Philip Holm
Philip Holm, född 8 december 1991 i Stockholm, är en svensk ishockeyspelare som spelar för Örebro Hockey i SHL.
Han har tidigare spelat för Vancouver Canucks i NHL, Utica Comets och Chicago Wolves i AHL, och Växjö Lakers och Djurgårdens IF i SHL.

## Klubbkarriär
Holm har sin moderklubb i Huddinge IK och tog guld med Djurgården Hockey:s U16-lag. Mellan 2008 och 2010 spelade Holm i Nacka HK, både i junior- och A-laget, men till säsongen 2010/2011 skrev han kontrakt med Djurgården, där han först spelade i U20-laget, men säsongen efter fick en plats i A-laget. 

### Vancouver Canucks
Holm draftades aldrig av ett NHL-lag, men har gjort en match för Vancouver Canucks.

### Vegas Golden Knights
26 februari 2018, på trade deadline-dagen, blev han tradad av Canucks till Vegas Golden Knights i utbyte mot Brendan Leipsic.